# Hallux
Pour les articles homonymes, voir Hallux (homonymie).
L'hallux (du latin Hallus) est le plus gros orteil des membres inférieurs chez les tétrapodes qui possèdent des doigts aux membres inférieurs. Les primates et les oiseaux en possèdent. On parle de gros orteil ou pouce chez l'humain.
Chez les rapaces, la griffe de l'hallux est opposable aux griffes des autres doigts, comme le pouce est opposable aux autres doigts de la main chez l'humain. Ces griffes se nomment les serres.
Chez l'humain, il existe différentes pathologies pouvant toucher ce doigt, notamment l'hallux valgus, l'hallux rigidus, ou une atteinte inflammatoire de type rhumatisme psoriasique.

## Anatomie comparée

Anatomie comparée du pied du chimpanzé (caractérisé par une opposition hallucale franche) et de celui de l'homme (hallux non opposable aux autres orteils).

Chez l'homme, l'hallux est plus fort que chez la plupart des autres primates, et parallèle aux autres et non plus divergent (il n'est plus opposable aux autres orteils, ni même fortement abductile). Il a perdu la capacité de préhension halluci-digitale fournie par la pince qu'il forme avec les autres orteils chez les primates, en relation avec l'arboricolisme. Les autres orteils sont courts et adaptés à la course, contrairement aux orteils longs des primates qui ne gêneraient pas la marche mais casseraient durant la course sous l'effet des forces de torsion, selon la théorie du coureur de fond.
La disposition des doigts des pattes chez les oiseaux montre que leur hallux bien développé est devenu porteur et complètement retourné vers l'arrière, ce qui leur permet de fonctionner comme une sorte de pince au moyen de laquelle les espèces arboricoles peuvent se fixer sur une branche.